# Henrik Leonhard Danchell
Henrik Leonhard Danchell (3. november 1802 i Nakskov – 29. august 1871 i Fredensborg) var en dansk handelsmand og fabrikant.
Danchell blev født i Nakskov, hvor hans fader, Poul Christian Danchell, var amtsforvalter og rådmand. Moderen var Lovise Henriette f. Hahn. Han oplærtes i klædehandelen i København, tog lavseksamen i 1824 og borgerskab i 1828 som grosserer, idet han samtidig etablerede en agentur- og kommissionsforretning. 29. marts 1829 ægtede han Hanne Frederikke Hambro (2. april 1807 – 5. januar 1887), datter af malermester C.S. Hambro, og da denne i 1831 afgik ved døden, overtog han 1832 hans malerværksted og nylig begyndte voksdugsfabrik. 1837 oprettede han sammen med portrætmaler Emil Bærentzen det litografiske etablissement Em. Bærentzen & Co. Heraf udtrådte han 1843, da han købte papirfabrikkerne Ørholm og Nymølle, som han drev til 1854, da han solgte dem til Drewsen & Sønner. Herefter flyttede han på ny til København og udvidede nu sin voksdugsfabrik med et garveri og en fabrik for lakeret læder. 1838 var han en af stifterne af og derpå formand for «den merkantile Industriforening», der 1840 gav stødet til en livlig aktieselskabsbevægelse. Samme år gik den op i den forud for den i 1838 stiftede «Industriforening i Kjøbenhavn», for hvilken Danchell var en virksom formand 1840-43. Under et ophold på Fredensborg døde han 29. august 1871.
Danchell blev ved valget 5. oktober 1848 til Den Grundlovgivende Rigsforsamling i Københavns Amts 2. distrikt (Lyngby) valgt med 142 stemmer mod  126 stemmer til kaptajn Simon Beutner. Men valget blev efterfølgende kendt ugyldigt og ved omvalget 14. november samme år blev professor Christian Flor valgt i distriktet.
Han er begravet på Frederiksberg Ældre Kirkegård.